# Red Ribbon Bakeshop
A Red Ribbon Bakeshop, Inc. é uma cadeia de padarias com sede nas Filipinas, que produz e distribui bolos e produtos de pastelaria.

## História
Em 1979, Amalia Hizon Mercado, seu marido Renato Mercado e seus cinco filhos, Consuelo Tiutan, Teresita Moran, Renato Mercado, Ricky Mercado e Romy Mercado, fundaram a Red Ribbon como uma pequena loja de bolos na Timog Avenue, em Quezon City. Os bolos desenvolvidos pela filha Teresita Moran foram o que deram à Red Ribbon sua proeminência no mercado de sobremesas das Filipinas. Em 1984, a empresa abriu sua primeira loja no exterior em West Covina, Califórnia. A empresa começou a franquear em 1999. Hoje, há mais de 200 filiais em todas as Filipinas; 32 lojas em toda a Califórnia; cinco em Las Vegas; duas em Nova Jérsia (Jersey City e Bergenfield); uma na Região Metropolitana de Phoenix; duas na cidade de Nova Iorque; uma em Virginia Beach, Virgínia; uma em Chicago, uma na Região Metropolitana de Detroit e duas em Houston, Texas. Outros planos de expansão continuam sendo elaborados.
Em 2005, a Red Ribbon foi adquirida pela Jollibee Foods Corporation. A Red Ribbon Bakeshop, Inc. é administrada pela holding da JFC, a RRB Holdings.